# Hokej na trawie na Letnich Igrzyskach Olimpijskich 1968
Wyniki turnieju hokeja na trawie rozegranego podczas Letnich IO w Meksyku. Startowali tylko mężczyźni.

## Medaliści
| Lp. | Państwo   | Medal |
| --- | --------- | ----- |
| 1   | Pakistan  |       |
| 2   | Australia |       |
| 3   | Indie     |       |